# Dieter Jaßlauk
Dieter Jaßlauk (* 4. März 1934 in Dresden; † 9. Oktober 2019 in Leipzig) war ein deutscher Schauspieler und Hörspielsprecher.

## Leben
Dieter Jaßlauk studierte in Leipzig und begann seine Theaterlaufbahn 1958 in Meiningen, wo er zunächst auf der dortigen Freilichtbühne wirkte und später an das Meininger Theater wechselte. 1970 trat er ein 8-jähriges Engagement am Theater Stralsund an, von wo aus er 1978 an das Schauspiel Leipzig verpflichtet wurde. Dort feierte Jaßlauk 2008 sowohl sein 50-jähriges Bühnenjubiläum als auch seine 30-jährige Zugehörigkeit zum Leipziger Haus. In Leipzig sah man ihn u. a. in Sławomir Mrożeks Tango, er war Paulet in Maria Stuart von Friedrich Schiller und spielte eine Reihe von Shakespearschen Figuren, so den Pater Lorenzo in Romeo und Julia, den Narren in Was ihr wollt, er war Schauspieler und Totengräber in Hamlet oder Nestor in Troilus und Cressida. In Zement von Heiner Müller war er ebenso zu sehen wie in Calderóns Die Tochter der Luft.
Neben seiner umfangreichen Bühnentätigkeit arbeitete Jaßlauk auch gelegentlich für das Fernsehen. Er spielte Gastrollen in Serien wie SOKO Leipzig, In aller Freundschaft oder Polizeiruf 110. Einen größeren Bekanntheitsgrad erzielte Jaßlauk zwischen 2001 und 2013 in zwölf Tatort-Folgen, in denen er seit 2008 den Inhaber der Pension spielte, in der der Leipziger Kommissar Keppler alias Martin Wuttke sein Domizil hatte.
Daneben war Jaßlauk auch ein gefragter Sprecher in Hörspielen. Zunächst für den Rundfunk der DDR tätig, wirkte er später in zahlreichen Produktionen des Mitteldeutschen Rundfunks mit, u. a. im Jahr 2000 in einer Hörfunkbearbeitung des Romans Die Päpstin von Donna Woolfolk Cross.
Jaßlauk starb im Oktober 2019 im Alter von 85 Jahren in Leipzig.

## Filmografie
- 1974: Polizeiruf 110 – Der Tod des Professors
- 1993: Morlock – Die Verflechtung
- 2001: SOKO Leipzig – Flucht nach Fahrplan
- 2002: In aller Freundschaft – Zwei Mütter – eine Tochter
- 2002: Weg!
- 2003: Der Verdacht (Kurzfilm)
- 2006: Polizeiruf 110 – Bis dass der Tod euch scheidet
- Tatort
  - 2001: Trübe Wasser
  - 2003: Atlantis
  - 2004: Abseits
  - 2008: Todesstrafe
  - 2008: Ausweglos
  - 2008: Unbestechlich
  - 2009: Mauerblümchen
  - 2009: Falsches Leben
  - 2010: Heimwärts
  - 2010: Schön ist anders
  - 2011: Rendezvous mit dem Tod
  - 2012: Todesschütze
  - 2013: Die Wahrheit stirbt zuerst

## Hörspiele
- 1983: Untersuchungsbefund – Regie: Annegret Berger
- 1984: Ines kommt nicht nach Hause – Regie: Annegret Berger
- 1984: Willi und die anderen – Regie: Walter Niklaus
- 1988: Steckkontakte – Regie: Günter Bormann
- 1989: Playback – Regie: Günter Bormann
- 1989: Die Puppe – Regie: Günter Bormann
- 1993: Die Außenstelle – Regie: Peter Groeger
- 1993: Die Umbenennung des Feuers – Regie: Walter Niklaus
- 1995: Frauentags Ende oder Die Rückkehr nach Ubliaduh – Regie: Wolfgang Rindfleisch
- 1996: Der verschwundene Maestro – Regie: Klaus Zippel
- 1997: Bauern, Bonzen und Bomben (10. Folge: Verbrannte Finger) – Regie: Jürgen Dluzniewski
- 1998: Inspektor Jury lichtet den Nebel – Regie: Hans Gerd Krogmann
- 1999: Gute Genossen – Regie: Peter Groeger
- 2000: Die Päpstin (5 Teile) – Regie: Walter Niklaus
- 2002: Wie ich mir Bernd Kirschkes Kopf zerbrach – Regie: Rainer Schwarz
- 2002: House of God (1. u. 4. Teil) – Regie: Norbert Schaeffer
- 2005: Der berüchtigte Christian Sporn – Regie: Jörg Jannings
- 2006: Ein Bär will nach oben – Regie: Irene Schuck
- 2010: Abschied am Fluss – Regie: Walter Niklaus